# Hippocampus angustus
Hippocampus angustus là một loài cá thuộc họ Syngnathidae. Nó là loài đặc hữu của Úc. Môi trường sống tự nhiên của chúng là các vùng biển mở.